# カラタビアーノ
カラタビアーノ（イタリア語: Calatabiano）は、イタリア共和国シチリア州カターニア県にある、人口約5,200人の基礎自治体（コムーネ）。

## 地理

### 位置・広がり
カターニア県のコムーネ。県都カターニアから北北東へ37kmの距離にある。

#### 隣接コムーネ
隣接するコムーネは以下の通り。括弧内のMEはメッシーナ県所属を示す。
- カスティリオーネ・ディ・シチーリア
- フィウメフレッド・ディ・シチーリア
- ジャルディーニ＝ナクソス (ME)
- リングアグロッサ
- ピエディモンテ・エトネーオ
- タオルミーナ (ME)

## 行政

### 分離集落
カラタビアーノには、以下の分離集落（フラツィオーネ）がある。
- Lapide Pasteria, Ponte Borea, Ciotto e San Marco